# Gili Trawangan
Gili Trawangan is een tropisch eiland ten noordwesten van Lombok. Het maakt deel uit van de Indonesische eilandgroep, de Gili-eilanden. Gili Trawangan is het grootste en meest toeristische van de drie Gili-eilanden en ligt het verst van Lombok. De overige Gili-eilanden zijn Gili Air en Gili Meno.

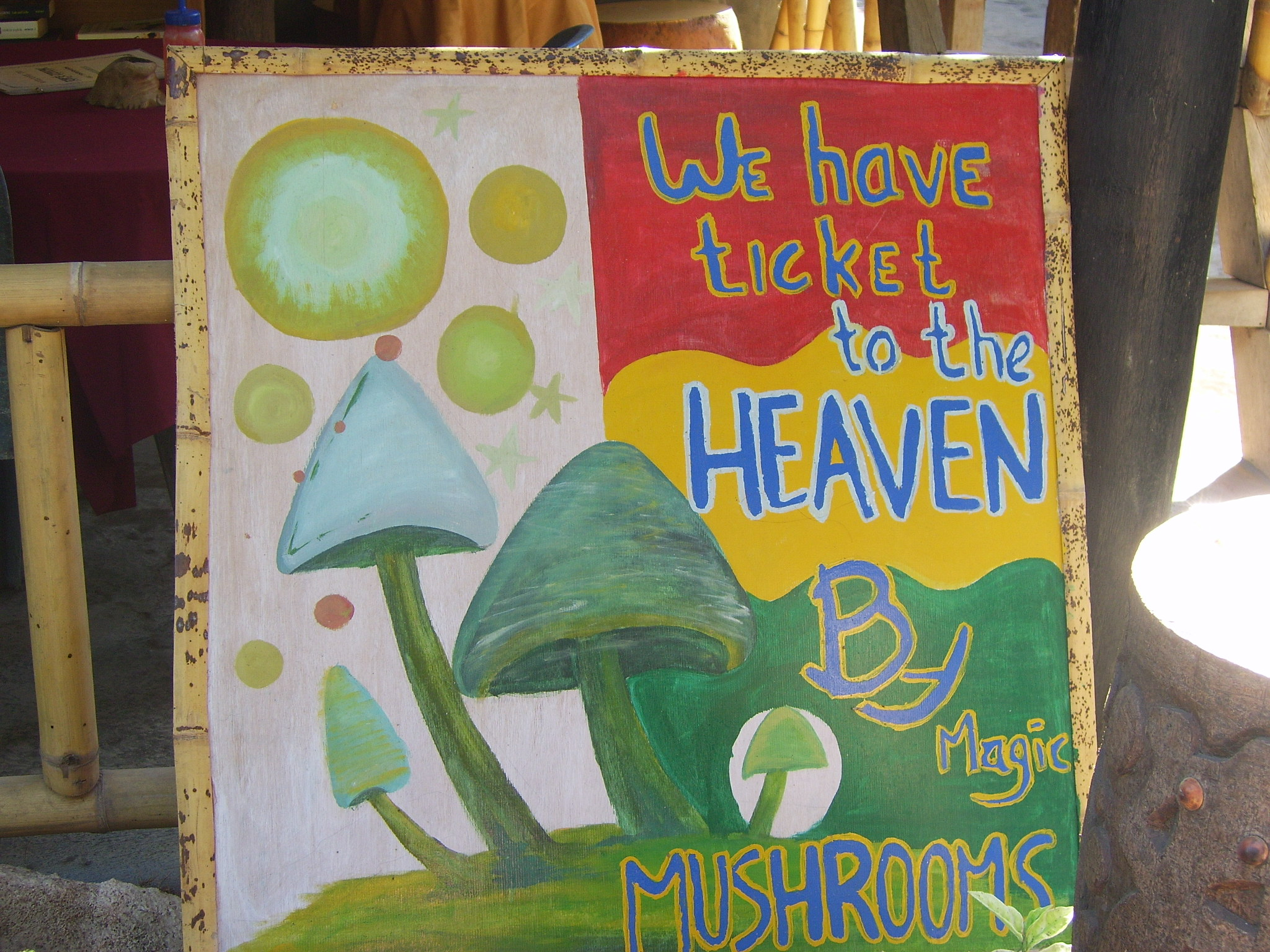
Magic Mushrooms worden overal op het eiland openlijk aangeboden